# Diagrama de estrutura composta
O Diagrama de estrutura composta, definido a partir da UML 2.0 do RUP, destina-se a descrição dos relacionamentos entre os elementos. Utilizado para descrever a colaboração interna de classes, interfaces ou componentes para especificar uma funcionalidade.

## Conceitos
- Colaboração: Define um conjunto de regras e suas ligações para ilustrar uma funcionalidade específica.
- Parte: Representa as classes internas que compõem uma classe encapsuladora chamada Container.
- Port:  a interação entre uma classe e/ou objeto e sua interface.
- Papéis:  são as instâncias que cooperam entre si para concluir uma tarefa.